# Saison 1982-1983 de l'Élan sportif chalonnais
Saison 1982-1983 de l'Élan chalon en Nationale 2, avec une descente en fin de saison (10e sur 11).

## Effectifs
| Nationalité | Joueur                 | Taille |
| ----------- | ---------------------- | ------ |
|             | Dominique Juillot      | 1,78 m |
|             | Philippe Pandrot       |        |
|             | Jean-François Chaumard | 1,80 m |
|             | Philippe Archer        | 1,95 m |
|             | Patrick Martin         | 1,85 m |
|             | Bernard Sangouard      | 1,92 m |
|             | Stéphane Kossman       |        |
|             | Yves Duvernois         | 1,91 m |
|             | Larry Paige            | 2,05 m |
| -           | James Sarno            | 2,04 m |

- Entraineur :  Jean-François Letoret

## Matchs

### Championnat

#### Matchs aller
- Chalon-sur-Saône / Dijon : 84-94[1]
- Orléans / Chalon-sur-Saône : 106-88[2]
- Chalon-sur-Saône / Roanne : 88-106[1]
- Granges / Chalon-sur-Saône : 64-66[2]
- Chalon-sur-Saône / SLUC Nancy : 88-103[3]
- Chalon-sur-Saône / CRO Lyon : 86-107[1]
- Racing Club Paris / Chalon-sur-Saône : 82-71[4]
- Nice UC / Chalon-sur-Saône : 104-88[4]
- Chalon-sur-Saône / Saint-Etienne : 80-94[5]
- Ajaccio / Chalon-sur-Saône : 76-77[5],[N 1]
- Graffenstaden / Chalon-sur-Saône : 88-74[5]

#### Matchs retour
- Dijon / Chalon-sur-Saône : 105-82[6]
- Chalon-sur-Saône / Orléans : 75-79[6]
- Roanne / Chalon-sur-Saône : 127-89[7]
- Chalon-sur-Saône / Granges : 107-85[8]
- Nancy / Chalon-sur-Saône : 117-85[9]
- CRO Lyon / Chalon-sur-Saône : 93-80[10]
- Chalon-sur-Saône / Racing Club Paris : 84-81[10]
- Chalon-sur-Saône / Nice UC : 76-111[10]
- Saint-Etienne / Chalon-sur-Saône : 100-72[11]
- exempt[11]
- Chalon-sur-Saône / Graffenstaden : 81-90[11]

Extrait du classement de Nationale 2 (Poule A) 1982-1983
| # | Équipe            | Pts | J  | G | N | P  | Pp | Pc | Diff |
| 6 | Nice UC           | 42  | 20 |   |   |    |    |    |      |
| 7 | Graffenstaden     | 40  | 20 |   |   |    |    |    |      |
| 8 | Orléans           | 36  | 20 |   |   |    |    |    |      |
| 9 | Racing Club Paris | 35  | 20 |   |   |    |    |    |      |
| 10 | Chalon-sur-Saône  | 26  | 20 | 3 | 0 | 17 |    |    |      |
| 11 | Granges           | 22  | 20 |   |   |    |    |    |      |
| # = classement; Pts = points; J = joués; G / N / P = gagnés / nuls / perdus; Pp / Pc / Diff = points pour / contre / différence entre points pour et points contre |                   |     |    |   |   |    |    |    |      |

- A la fin du mois de janvier 1983, le PAC Ajaccio est forfait général[12]

### Coupe de Franceamateur
- Le Coteau / Chalon-sur-Saône : 75-88[13]
- Montferrand / Chalon-sur-Saône : 85-82[14]

## Bilan
L'Elan Sportif Chalonnais finit 10e sur 11 de la poule A avec 3 victoires pour 17 défaites et redescend en Nationale 3 à la fin de saison.

## Sources
- Plaquette Élan Chalon 1991.
- Le Courrier de Saône-et-Loire.
- Olivier Furon : Le livre d'or du basket 1983.